# لانسفورد (داکوتای شمالی)
لانسفورد(به انگلیسی: Lansford) شهری در ایالت داکوتای شمالی کشور ایالات متحده آمریکا است که جمعیت آن در سرشماری سال ۲۰۱۰ میلادی، ۲۴۵ نفر بوده‌است.